# تور دایو بار (لیدی گاگا)
تور دایو بار (انگلیسی: Dive Bar Tour) یک تور کنسرت تبلیغاتی توسط خواننده آمریکایی لیدی گاگا حمایت شده توسط بادویزر، برای پشتیبانی از پنجمین آلبوم استودیویی گاگا، جوآن (۲۰۱۶) بود. این تور در ۵، ۲۰ و ۲۷ اکتبر ۲۰۱۶ در بارهای ایالات متحده اجرا شد. تمام اجراها به صورت زنده در صفحه فیس‌بوک بود لایت پخش شد.